# Hemioplisis anseraria
Hemioplisis anseraria är en fjärilsart som beskrevs av Walker 1860. Hemioplisis anseraria ingår i släktet Hemioplisis och familjen mätare. Inga underarter finns listade i Catalogue of Life.